# Single numer jeden w roku 2014 (Polska)
Notowanie Polish Airplay Chart przedstawia najpopularniejsze utwory w polskich rozgłośniach radiowych oraz stacjach telewizyjnych. Opublikowane przez ZPAV, dane w roku 2014 kompletowane były przez BMAT w oparciu o cotygodniową liczbę odegrań w radio oraz wyświetleń w telewizji. Poniżej znajdują się tabele prezentujące najpopularniejsze single, najwyżej debiutujące nowości oraz najczęściej emitowane teledyski w muzycznych stacjach telewizyjnych w danych tygodniach w roku 2014.

## Top airplay
| Data            | Top airplay                             | Top airplay                                  | Top airplay | Top airplay - nowości        | Top airplay - nowości                        | Top airplay - nowości |
| Data            | Wykonawca                               | Utwór                                        | Źródło      | Wykonawca                    | Utwór                                        | Źródło                |
| --------------- | --------------------------------------- | -------------------------------------------- | ----------- | ---------------------------- | -------------------------------------------- | --------------------- |
| 4 stycznia      | Eminem feat. Rihanna                    | „The Monster”                                | [ 1 ]       | Klingande                    | „Jubel”                                      | [ 2 ]                 |
| 11 stycznia     | Eminem feat. Rihanna                    | „The Monster”                                | [ 3 ]       | Ed Sheeran                   | „I See Fire”                                 | [ 4 ]                 |
| 18 stycznia     | Avicii                                  | „Hey Brother”                                | [ 5 ]       | Igor Herbut                  | „Wkręceni – Nie ufaj mi”                     | [ 6 ]                 |
| 25 stycznia     | OneRepublic                             | „Something I Need”                           | [ 7 ]       | Margaret                     | „Wasted”                                     | [ 8 ]                 |
| 1 lutego        | OneRepublic                             | „Something I Need”                           | [ 9 ]       | Łukasz Zagrobelny            | „Dotrę do Ciebie”                            | [ 10 ]                |
| 8 lutego        | Pharrell Williams                       | „Happy”                                      | [ 11 ]      | One Direction                | „Midnight Memories”                          | [ 12 ]                |
| 15 lutego       | Pharrell Williams                       | „Happy”                                      | [ 13 ]      | Szymon Wydra & Carpe Diem    | „Nie ma nas”                                 | [ 14 ]                |
| 22 lutego       | Pharrell Williams                       | „Happy”                                      | [ 15 ]      | Loka                         | „D.N.A.”                                     | [ 16 ]                |
| 1 marca         | Klingande                               | „Jubel”                                      | [ 17 ]      | Magic!                       | „Rude”                                       | [ 18 ]                |
| 8 marca         | Pharrell Williams                       | „Happy”                                      | [ 19 ]      | Coldplay                     | „Magic”                                      | [ 20 ]                |
| 15 marca        | Pharrell Williams                       | „Happy”                                      | [ 21 ]      | Grzegorz Hyży & Tabb         | „Na chwilę”                                  | [ 22 ]                |
| 22 marca        | Faul & Wad Ad vs. Pnau                  | „Changes”                                    | [ 23 ]      | Aloe Blacc                   | „The Man”                                    | [ 24 ]                |
| 29 marca        | Milky Chance                            | „Stolen Dance”                               | [ 25 ]      | The Chainsmokers             | „#SELFIE”                                    | [ 26 ]                |
| 5 kwietnia      | Milky Chance                            | „Stolen Dance”                               | [ 27 ]      | Rafał Brzozowski             | „Magiczne słowa”                             | [ 28 ]                |
| 12 kwietnia     | Avicii                                  | „Addicted to You”                            | [ 29 ]      | Donatan & Cleo feat. Sitek   | „Cicha woda”                                 | [ 30 ]                |
| 19 kwietnia     | Milky Chance                            | „Stolen Dance”                               | [ 31 ]      | Kombii                       | „Jak pierwszy raz”                           | [ 32 ]                |
| 26 kwietnia     | Milky Chance                            | „Stolen Dance”                               | [ 33 ]      | Nico & Vinz                  | „Am I Wrong”                                 | [ 34 ]                |
| 3 maja          | Milky Chance                            | „Stolen Dance”                               | [ 35 ]      | Nitropox feat. Milo          | „Deep Blue”                                  | [ 36 ]                |
| 10 maja         | Clean Bandit feat. Jess Glynne          | „Rather Be”                                  | [ 37 ]      | Perfect                      | „Wszystko ma swój czas”                      | [ 38 ]                |
| 17 maja         | Katy Perry feat. Juicy J                | „Dark Horse”                                 | [ 39 ]      | Piersi                       | „07 zgłoś się”                               | [ 40 ]                |
| 24 maja         | Clean Bandit feat. Jess Glynne          | „Rather Be”                                  | [ 41 ]      | Kult                         | „Gdy nie ma dzieci”                          | [ 42 ]                |
| 31 maja         | Clean Bandit feat. Jess Glynne          | „Rather Be”                                  | [ 43 ]      | Ewelina Lisowska             | „We mgle”                                    | [ 44 ]                |
| 7 czerwca       | Grzegorz Hyży & Tabb                    | „Na chwilę”                                  | [ 45 ]      | Stashka                      | „Chcę kochać”                                | [ 46 ]                |
| 14 czerwca      | Mr. Probz                               | „Waves” (Robin Schulz remix)                 | [ 47 ]      | Sam Smith                    | „Stay with Me”                               | [ 48 ]                |
| 21 czerwca      | Nico & Vinz                             | „Am I Wrong”                                 | [ 49 ]      | Lenny Kravitz                | „The Chamber”                                | [ 50 ]                |
| 28 czerwca      | Nico & Vinz                             | „Am I Wrong”                                 | [ 51 ]      | Gromee                       | „Live Forever”                               | [ 52 ]                |
| 5 lipca         | Nico & Vinz                             | „Am I Wrong”                                 | [ 53 ]      | De Mono                      | „Nigdy tak jak dziś”                         | [ 54 ]                |
| 12 lipca        | Nico & Vinz                             | „Am I Wrong”                                 | [ 55 ]      | Imany                        | „Try Again”                                  | [ 56 ]                |
| 19 lipca        | Elaiza                                  | „Is It Right”                                | [ 57 ]      | Podulka                      | „Nie przeszkadzać”                           | [ 58 ]                |
| 26 lipca        | Sigma                                   | „Nobody to Love”                             | [ 59 ]      | Anna Wyszkoni                | „Biegnij przed siebie”                       | [ 60 ]                |
| 2 sierpnia      | Sigma                                   | „Nobody to Love”                             | [ 61 ]      | Varius Manx                  | „Cudowne dni”                                | [ 62 ]                |
| 9 sierpnia      | Kasia Popowska                          | „Przyjdzie taki dzień”                       | [ 63 ]      | Rixton                       | „Me and My Broken Heart”                     | [ 64 ]                |
| 16 sierpnia     | Sia                                     | „Chandelier”                                 | [ 65 ]      | Charli XCX                   | „Boom Clap”                                  | [ 66 ]                |
| 23 sierpnia     | Sam Smith                               | „Stay with Me”                               | [ 67 ]      | Jess Glynne                  | „Right Here”                                 | [ 68 ]                |
| 30 sierpnia     | Lilly Wood & the Prick and Robin Schulz | „Prayer in C”                                | [ 69 ]      | Sigma feat. Paloma Faith     | „Changing”                                   | [ 70 ]                |
| 6 września      | Lilly Wood & the Prick and Robin Schulz | „Prayer in C”                                | [ 71 ]      | Margaret                     | „Start a Fire”                               | [ 72 ]                |
| 13 września     | Lilly Wood & the Prick and Robin Schulz | „Prayer in C”                                | [ 73 ]      | Jessie Ware                  | „Say You Love Me”                            | [ 74 ]                |
| 20 września     | Lilly Wood & the Prick and Robin Schulz | „Prayer in C”                                | [ 75 ]      | Yugopolis & Maciej Maleńczuk | „Sługi za szlugi”                            | [ 76 ]                |
| 27 września     | Lilly Wood & the Prick and Robin Schulz | „Prayer in C”                                | [ 77 ]      | Donatan & Cleo feat. Enej    | „Brać”                                       | [ 78 ]                |
| 4 października  | Lilly Wood & the Prick and Robin Schulz | „Prayer in C”                                | [ 79 ]      | One Direction                | „Steal My Girl”                              | [ 80 ]                |
| 11 października | Magic!                                  | „Rude”                                       | [ 81 ]      | Avicii                       | „The Days”                                   | [ 82 ]                |
| 18 października | Magic!                                  | „Rude”                                       | [ 83 ]      | Perfect                      | „Odnawiam dusze”                             | [ 84 ]                |
| 25 października | Meghan Trainor                          | „All About That Bass”                        | [ 85 ]      | Faydee                       | „Can't Let Go”                               | [ 86 ]                |
| 1 listopada     | Taylor Swift                            | „Shake It Off”                               | [ 87 ]      | Elton John                   | „Sacrifice”                                  | [ 88 ]                |
| 8 listopada     | Taylor Swift                            | „Shake It Off”                               | [ 89 ]      | Mahan Moin                   | „Azizami”                                    | [ 90 ]                |
| 15 listopada    | Meghan Trainor                          | „All About That Bass”                        | [ 91 ]      | Sia                          | „You're Never Fully Dressed Without a Smile” | [ 92 ]                |
| 22 listopada    | Tove Lo                                 | „Habits (Stay High)” (Hippie Sabotage remix) | [ 93 ]      | OneRepublic                  | „I Lived”                                    | [ 94 ]                |
| 29 listopada    | Tove Lo                                 | „Habits (Stay High)” (Hippie Sabotage remix) | [ 95 ]      | Nickelback                   | „What Are You Waiting For?”                  | [ 96 ]                |
| 6 grudnia       | Tove Lo                                 | „Habits (Stay High)” (Hippie Sabotage remix) | [ 97 ]      | Awolnation                   | „Sail”                                       | [ 98 ]                |
| 13 grudnia      | Tove Lo                                 | „Habits (Stay High)” (Hippie Sabotage remix) | [ 99 ]      | Czerwone Gitary              | „Dzień jeden w roku”                         | [ 100 ]               |
| 20 grudnia      | David Guetta feat. Sam Martin           | „Dangerous”                                  | [ 101 ]     | Taylor Swift                 | „Blank Space”                                | [ 102 ]               |
| 27 grudnia      | David Guetta feat. Sam Martin           | „Dangerous”                                  | [ 103 ]     | Ewelina Lisowska             | „Nowe horyzonty”                             | [ 104 ]               |

## Top airplay TV
| Data            | Wykonawca                                     | Teledysk                       | Źródło  |
| --------------- | --------------------------------------------- | ------------------------------ | ------- |
| 4 stycznia      | Donatan & Cleo                                | „My Słowianie”                 | [ 105 ] |
| 11 stycznia     | Eminem feat. Rihanna                          | „The Monster”                  | [ 106 ] |
| 18 stycznia     | Eminem feat. Rihanna                          | „The Monster”                  | [ 107 ] |
| 25 stycznia     | Zedd feat. Hayley Williams                    | „Stay the Night”               | [ 108 ] |
| 1 lutego        | Pharrell Williams                             | „Happy”                        | [ 109 ] |
| 8 lutego        | Kim Cesarion                                  | „Undressed”                    | [ 110 ] |
| 15 lutego       | Pharrell Williams                             | „Happy”                        | [ 111 ] |
| 22 lutego       | Pharrell Williams                             | „Happy”                        | [ 112 ] |
| 1 marca         | Shakira feat. Rihanna                         | „Can’t Remember to Forget You” | [ 113 ] |
| 8 marca         | Pharrell Williams                             | „Happy”                        | [ 114 ] |
| 15 marca        | Faul & Wad Ad vs. Pnau                        | „Changes”                      | [ 115 ] |
| 22 marca        | Avicii                                        | „Addicted to You”              | [ 116 ] |
| 29 marca        | Shakira feat. Rihanna                         | „Can’t Remember to Forget You” | [ 117 ] |
| 5 kwietnia      | Klingande                                     | „Jubel”                        | [ 118 ] |
| 12 kwietnia     | Katy Perry feat. Juicy J                      | „Dark Horse”                   | [ 119 ] |
| 19 kwietnia     | Katy Perry feat. Juicy J                      | „Dark Horse”                   | [ 120 ] |
| 26 kwietnia     | Katy Perry feat. Juicy J                      | „Dark Horse”                   | [ 121 ] |
| 3 maja          | Katy Perry feat. Juicy J                      | „Dark Horse”                   | [ 122 ] |
| 10 maja         | Katy Perry feat. Juicy J                      | „Dark Horse”                   | [ 123 ] |
| 17 maja         | Clean Bandit feat. Jess Glynne                | „Rather Be”                    | [ 124 ] |
| 24 maja         | Clean Bandit feat. Jess Glynne                | „Rather Be”                    | [ 125 ] |
| 31 maja         | Clean Bandit feat. Jess Glynne                | „Rather Be”                    | [ 126 ] |
| 7 czerwca       | Pitbull feat. Jennifer Lopez & Claudia Leitte | „We Are One (Ole Ola)”         | [ 127 ] |
| 14 czerwca      | Grzegorz Hyży & Tabb                          | „Na chwilę”                    | [ 128 ] |
| 21 czerwca      | Grzegorz Hyży & Tabb                          | „Na chwilę”                    | [ 129 ] |
| 28 czerwca      | Grzegorz Hyży & Tabb                          | „Na chwilę”                    | [ 130 ] |
| 5 lipca         | Pitbull feat. Jennifer Lopez & Claudia Leitte | „We Are One (Ole Ola)”         | [ 131 ] |
| 12 lipca        | Pitbull feat. Jennifer Lopez & Claudia Leitte | „We Are One (Ole Ola)”         | [ 132 ] |
| 19 lipca        | Mrozu feat. Sound'n'Grace                     | „Nic do stracenia”             | [ 133 ] |
| 26 lipca        | OneRepublic                                   | „Love Runs Out”                | [ 134 ] |
| 2 sierpnia      | Sia                                           | „Chandelier”                   | [ 135 ] |
| 9 sierpnia      | Sia                                           | „Chandelier”                   | [ 136 ] |
| 16 sierpnia     | Sigma                                         | „Nobody to Love”               | [ 137 ] |
| 23 sierpnia     | Sigma                                         | „Nobody to Love”               | [ 138 ] |
| 30 sierpnia     | Coldplay                                      | „A Sky Full of Stars”          | [ 139 ] |
| 6 września      | Lilly Wood & the Prick and Robin Schulz       | „Prayer in C”                  | [ 140 ] |
| 13 września     | Lilly Wood & the Prick and Robin Schulz       | „Prayer in C”                  | [ 141 ] |
| 20 września     | Lilly Wood & the Prick and Robin Schulz       | „Prayer in C”                  | [ 142 ] |
| 27 września     | Magic!                                        | „Rude”                         | [ 143 ] |
| 4 października  | Magic!                                        | „Rude”                         | [ 144 ] |
| 11 października | Magic!                                        | „Rude”                         | [ 145 ] |
| 18 października | Meghan Trainor                                | „All About That Bass”          | [ 146 ] |
| 25 października | Meghan Trainor                                | „All About That Bass”          | [ 147 ] |
| 1 listopada     | Meghan Trainor                                | „All About That Bass”          | [ 148 ] |
| 8 listopada     | Meghan Trainor                                | „All About That Bass”          | [ 149 ] |
| 15 listopada    | Meghan Trainor                                | „All About That Bass”          | [ 150 ] |
| 22 listopada    | Meghan Trainor                                | „All About That Bass”          | [ 151 ] |
| 29 listopada    | Meghan Trainor                                | „All About That Bass”          | [ 152 ] |
| 6 grudnia       | Robin Schulz feat. Jasmine Thompson           | „Sun Goes Down”                | [ 153 ] |
| 13 grudnia      | Varius Manx                                   | „Hej ludzie, idą święta”       | [ 154 ] |
| 20 grudnia      | Robin Schulz feat. Jasmine Thompson           | „Sun Goes Down”                | [ 155 ] |
| 27 grudnia      | Mrozu                                         | „Poza logiką”                  | [ 156 ] |

## Top Dyskoteki
Notowanie Top Dyskoteki przedstawia najpopularniejsze piosenki emitowane w polskich klubach. Publikowane przez Związek Producentów Audio-Video, zestawienia w roku 2014 sporządzane były przez firmę DJ Promotion w oparciu o liczbę odegrań poszczególnych utworów w lokalach.
| Data            | Okres emisji                           | Piosenka                       | Wykonawca                                                        | Źródło  |
| --------------- | -------------------------------------- | ------------------------------ | ---------------------------------------------------------------- | ------- |
| 16 stycznia     | 1 stycznia - 15 stycznia 2014          | „Bałkanica”                    | Piersi                                                           | [ 157 ] |
| 1 lutego        | 16 stycznia - 31 stycznia 2014         | „Tsunami”                      | DVBBS & Borgeous                                                 | [ 158 ] |
| 8 lutego        | 1 lutego - 7 lutego 2014               | „Tsunami”                      | DVBBS & Borgeous                                                 | [ 159 ] |
| 15 lutego       | 8 lutego - 14 lutego 2014              | „Tsunami”                      | DVBBS & Borgeous                                                 | [ 160 ] |
| 22 lutego       | 15 lutego - 21 lutego 2014             | „Toca-Toca”                    | Fly Project                                                      | [ 161 ] |
| 1 marca         | 22 lutego - 28 lutego 2014             | „Toca-Toca”                    | Fly Project                                                      | [ 162 ] |
| 8 marca         | 1 marca - 7 marca 2014                 | „Toca-Toca”                    | Fly Project                                                      | [ 163 ] |
| 15 marca        | 8 marca - 14 marca 2014                | „Toca-Toca”                    | Fly Project                                                      | [ 164 ] |
| 22 marca        | 15 marca - 21 marca 2014               | „Toca-Toca”                    | Fly Project                                                      | [ 165 ] |
| 29 marca        | 22 marca - 28 marca 2014               | „Toca-Toca”                    | Fly Project                                                      | [ 166 ] |
| 5 kwietnia      | 29 marca - 4 kwietnia 2014             | „Toca-Toca”                    | Fly Project                                                      | [ 167 ] |
| 12 kwietnia     | 5 kwietnia - 11 kwietnia 2014          | „Toca-Toca”                    | Fly Project                                                      | [ 168 ] |
| 19 kwietnia     | 12 kwietnia - 18 kwietnia 2014         | „Toca-Toca”                    | Fly Project                                                      | [ 169 ] |
| 26 kwietnia     | 19 kwietnia - 25 kwietnia 2014         | „Toca-Toca”                    | Fly Project                                                      | [ 170 ] |
| 3 maja          | 26 kwietnia - 2 maja 2014              | „Toca-Toca”                    | Fly Project                                                      | [ 171 ] |
| 10 maja         | 3 maja - 9 maja 2014                   | „Toca-Toca”                    | Fly Project                                                      | [ 172 ] |
| 17 maja         | 10 maja - 16 maja 2014                 | „Can’t Remember to Forget You” | Shakira feat. Rihanna                                            | [ 173 ] |
| 25 maja         | 17 maja - 24 maja 2014                 | „Toca Toca”                    | Fly Project                                                      | [ 174 ] |
| 2 czerwca       | 25 maja - 1 czerwca 2014               | „Can’t Remember to Forget You” | Shakira feat. Rihanna                                            | [ 175 ] |
| 9 czerwca       | 2 czerwca - 8 czerwca 2014             | „Can’t Remember to Forget You” | Shakira feat. Rihanna                                            | [ 176 ] |
| 16 czerwca      | 9 czerwca - 15 czerwca 2014            | „Dare (La La La)”              | Shakira                                                          | [ 177 ] |
| 23 czerwca      | 15 czerwca - 22 czerwca 2014           | „Dare (La La La)”              | Shakira                                                          | [ 178 ] |
| 30 czerwca      | 23 czerwca - 29 czerwca 2014           | „Dare (La La La)”              | Shakira                                                          | [ 179 ] |
| 7 lipca         | 30 czerwca - 6 lipca 2014              | „Dare (La La La)”              | Shakira                                                          | [ 180 ] |
| 14 lipca        | 7 lipca - 13 lipca 2014                | „Dare (La La La)”              | Shakira                                                          | [ 181 ] |
| 21 lipca        | 14 lipca - 20 lipca 2014               | „Dare (La La La)”              | Shakira                                                          | [ 182 ] |
| 28 lipca        | 21 lipca - 27 lipca 2014               | „Dare (La La La)”              | Shakira                                                          | [ 183 ] |
| 4 sierpnia      | 27 lipca - 3 sierpnia 2014             | „Lay Me Down”                  | Avicii feat. Nile Rodgers & Adam Lambert                         | [ 184 ] |
| 11 sierpnia     | 4 sierpnia - 10 sierpnia 2014          | „Lay Me Down”                  | Avicii feat. Nile Rodgers & Adam Lambert                         | [ 185 ] |
| 18 sierpnia     | 11 sierpnia - 17 sierpnia 2014         | „Dare (La La La)”              | Shakira                                                          | [ 186 ] |
| 25 września     | 18 sierpnia - 24 sierpnia 2014         | „Dare (La La La)”              | Shakira                                                          | [ 187 ] |
| 1 września      | 25 sierpnia - 31 sierpnia 2014         | „Dare (La La La)”              | Shakira                                                          | [ 188 ] |
| 8 września      | 1 września - 7 września 2014           | „Dare (La La La)”              | Shakira                                                          | [ 189 ] |
| 15 września     | 8 września - 14 września 2014          | „Five Hours”                   | Deorro                                                           | [ 190 ] |
| 22 września     | 15 września - 21 września 2014         | „Five Hours”                   | Deorro                                                           | [ 191 ] |
| 29 września     | 22 września - 28 września 2014         | „Five Hours”                   | Deorro                                                           | [ 192 ] |
| 6 października  | 29 września - 5 października 2014      | „Prayer in C”                  | Lilly Wood & the Prick and Robin Schulz                          | [ 193 ] |
| 13 października | 6 października - 12 października 2014  | „Prayer in C”                  | Lilly Wood & the Prick and Robin Schulz                          | [ 194 ] |
| 20 października | 13 października - 19 października 2014 | „Prayer in C”                  | Lilly Wood & the Prick and Robin Schulz                          | [ 195 ] |
| 27 października | 20 października - 26 października 2014 | „Prayer in C”                  | Lilly Wood & the Prick and Robin Schulz                          | [ 196 ] |
| 3 listopada     | 27 października - 2 listopada 2014     | „Faded”                        | ZHU                                                              | [ 197 ] |
| 10 listopada    | 3 listopada - 9 listopada 2014         | „Prayer in C”                  | Lilly Wood & the Prick and Robin Schulz                          | [ 198 ] |
| 17 listopada    | 10 listopada - 16 listopada 2014       | „Prayer in C”                  | Lilly Wood & the Prick and Robin Schulz                          | [ 199 ] |
| 24 listopada    | 17 listopada - 23 listopada 2014       | „Faded”                        | ZHU                                                              | [ 200 ] |
| 1 grudnia       | 24 listopada - 30 listopada 2014       | „Bailando”                     | Enrique Iglesias feat. Sean Paul, Gente de Zona & Descemer Bueno | [ 201 ] |
| 8 grudnia       | 1 grudnia - 7 grudnia 2014             | „Faded”                        | ZHU                                                              | [ 202 ] |
| 15 grudnia      | 8 grudnia - 14 grudnia 2014            | „Bailando”                     | Enrique Iglesias feat. Sean Paul, Gente de Zona & Descemer Bueno | [ 203 ] |
| 22 grudnia      | 15 grudnia - 21 grudnia 2014           | „Faded”                        | ZHU                                                              | [ 204 ] |
| 29 grudnia      | 21 grudnia - 28 grudnia 2014           | „Bailando”                     | Enrique Iglesias feat. Sean Paul, Gente de Zona & Descemer Bueno | [ 205 ] |